# Глинский, Юрий Васильевич
Юрий Васильевич Глинский (ум. 26 июня 1547) — князь, кравчий (1536) и боярин (1540), сын литовского служилого князя Василия Львовича Тёмного-Глинского и Анны Якшич, брат великой княгини Елены Васильевны Глинской (ок. 1508—1538), второй жены великого князя московского Василия III Ивановича и правительницы Русского государства (1533—1538). Дядя великого князя и царя Ивана Васильевича Грозного.

## Биография
В 1536 году Юрий Васильевич Глинский был назначен великокняжеским кравчим, а в 1540 году ему было пожаловано боярство.
В 1543-1547 годах после свержения Шуйских братья князья Михаил и Юрий Васильевичи Глинские, дядья молодого великого князя Ивана Васильевича, стали фактическими руководителями московского правительства. По наущению братьев Глинских великий князь в декабре 1543 года приказал казнить регента Андрея Михайловича Шуйского.
Позднее были казнены дворецкий князь Иван Иванович Кубенский, Фёдор Семёнович и Василий Михайлович Воронцовы, князья Иван Иванович Дорогобужский и Фёдор Иванович Овчина Телепнев-Оболенский, попал в темницу конюший боярин Иван Петрович Фёдоров-Челяднин.
По словам русского историка Николая Михайловича Карамзина, Юрий Васильевич Глинский «был не только честолюбив, но и мстителен, вследствие чего заслужил ненависть бояр».
В январе 1547 года Юрий Васильевич Глинский участвовал в торжественном обряде венчания великого князя московского Ивана Васильевича на царство. Юрий Глинский осыпал царя в дверях церкви и на лестнице золотыми деньгами.
В феврале 1547 года князь Юрий Глинский вместе со своей женой Ксенией Васильевной Бычковой-Ростовской присутствовал на свадьбе своего племянника, царя Ивана Васильевича, и Анастасии Романовны Захариной.
В июне того же 1547 года в Москве вспыхнул «великий пожар», который уничтожил большую часть деревянного города. Погибло несколько тысяч жителей, а десятки тысяч остались без крова и пищи. Бояре, настроенные враждебно к князьям Глинским, внушили царю, что Москва сгорела от «волшебства некоторых злодеев». Молодой царь приказал создать боярскую комиссию для наказания виновников бедствия. 26 июня бояре прибыли в Кремль, собрали простой народ на площади и стали спрашивать: «Кто зажигал Москву?» Простой народ обвинил в поджоге столицы царскую бабку Анну Глинскую «с детьми и людьми». Из Глинских в Кремле находился только князь Юрий Васильевич, который попытался укрыться в Успенском соборе. Мятежники ворвались в церковь и умертвили князя Юрия. Были убиты многие слуги Глинских, а их имущество было разграблено. Вдова Юрия Глинского, Ксения Васильевна, постриглась в монахини под именем Евфросиньи.